# الغوارب (الجميمة)

تعديل مصدري - تعديل

الغوارب هي إحدى قرى عزلة بقره الشرقية والوسطى بمديرية الجميمة التابعة لمحافظة حجة، بلغ تعداد سكانها 68 نسمة حسب تعداد اليمن لعام 2004.